# Métropole du Grand Paris
Ne doit pas être confondu avec le syndicat mixte d'études Forum métropolitain du Grand Paris, le projet Grand Paris, le groupement d'intérêt public Atelier international du Grand Paris, l'établissement public de la Société du Grand Paris (chargé du Grand Paris Express) et l'arrondissement de l'Église constitutionnelle métropole de Paris.
La métropole du Grand Paris (MGP) est une métropole et la seule intercommunalité d'Île-de-France à avoir ce statut. Elle regroupe la ville de Paris et 130 communes, comprenant l'intégralité des communes des départements de la petite couronne (Hauts-de-Seine, Seine-Saint-Denis et Val-de-Marne) ainsi que sept communes de la grande couronne (six de l'Essonne et une du Val-d'Oise). Jusqu'à la fin de 1967, une partie de cet ensemble formait le département de la Seine tandis que le reste faisait partie de la Seine-et-Oise.
La métropole du Grand Paris compte 7 115 576 habitants en 2022, ce qui en fait l'intercommunalité la plus peuplée du pays. Elle s'étend sur six départements. Elle a le statut d'établissement public de coopération intercommunale (EPCI) à fiscalité propre.
Les communes membres de la métropole sont par ailleurs réparties en onze EPCI sans fiscalité propre et à statut particulier, les établissements publics territoriaux. Toutefois, la Ville de Paris dispose d'un statut spécifique de collectivité à statut particulier (anciennement commune et département) et n'est pas un établissement public territorial.

## Historique avant la création de la métropole

### Loi MAPTAM
Le projet de loi de modernisation de l'action publique territoriale et d'affirmation des métropoles tel que présenté par le gouvernement Ayrault prévoyait que la métropole de Paris traiterait dans un premier temps les programmes d'aménagement et de logements à l'échelle des dix millions d'habitants de l'unité urbaine de Paris,.
Les articles du projet de loi correspondant à cette proposition ont cependant été rejetés en première lecture au Sénat par le vote conjoint d'amendements de suppression des élus de droite et communistes.
Une nouvelle proposition commune d'une quarantaine de parlementaires socialistes a amené le gouvernement à proposer un établissement public de coopération intercommunale (EPCI) sur le territoire des quatre départements au 1er janvier 2015, gérée par un conseil d'environ deux cents membres (un par commune plus un par tranche de 30 000 habitants, avec un maximum d'un quart pour Paris). Dans ce projet, les intercommunalités antérieures deviennent des « conseils de territoire » agissant par délégation de la métropole du Grand Paris. Cette proposition est combattue par certains de leurs dirigeants, en particulier ceux issus du Front de gauche comme Patrick Braouezec et de la droite. Pour Anne Hidalgo, candidate à la mairie de Paris, « l'idée que les EPCI soient transformées en conseils de territoire et ne viennent pas créer une strate supplémentaire est une bonne chose ».
Avec discussion en séance, la ministre Marylise Lebranchu explique qu'après le rejet d'une « coopérative d'intercommunalités » promue par le syndicat mixte Paris Métropole par le vote du Sénat, le gouvernement a changé le statut de la métropole en une unique intercommunalité : « On supprime seize intercommunalités pour en faire une seule : j'ai quand même l'impression de simplifier ». Les « communes retrouvent pleinement leur existence puisque ce sont elles qui envoient leurs délégués à la métropole » alors que « les conseils de territoire s'appuieront sur les intercommunalités existantes ».
Le 19 juillet 2013, l'Assemblée nationale adopte l'article créant la métropole du Grand Paris, en repoussant sa date de fondation au 1er janvier 2016 et en prévoyant que le renouvellement de son conseil en 2020 se fera majoritairement au suffrage direct.
Le texte a été adopté en deuxième lecture au Sénat le 8 octobre 2013, par 156 voix pour et 147 contre. Il revient à l'Assemblée en seconde lecture le 10 décembre 2013. À la suite d'un accord en commission mixte paritaire, un texte définitif est adopté par les deux chambres le 19 décembre 2013,.
Le 3 janvier 2014, le Premier ministre Jean-Marc Ayrault se dit favorable à la suppression des départements de la petite couronne, mesure revenant à fusionner les départements de Paris, des Hauts-de-Seine, de la Seine-Saint-Denis et du Val-de-Marne dans la métropole du Grand Paris.
Le projet de loi MAPTAM est validé par le Conseil constitutionnel le 23 janvier 2014, qui la juge conforme à la Constitution,.
La loi no 2014-58 du 27 janvier 2014 de modernisation de l'action publique territoriale et d'affirmation des métropoles (Loi MAPAM ou MAPTAM) est publiée au journal officiel du 28 janvier 2014, et ses articles 12 à 14 sont consacrés à la métropole du grand Paris. Ceux-ci modifient de nombreuses dispositions, et notamment le code général des collectivités territoriales.
Claude Bartolone, président de l'Assemblée nationale et ancien président du conseil général de Seine-Saint-Denis, fait part de son intérêt pour la présidence de la métropole, et est donc candidat aux élections municipales du Pré-Saint-Gervais.

### Loi NOTRe
Après d'importants débats parlementaires, le régime juridique de la MGP prévu par la loi MAPTAM est profondément modifié par la loi portant nouvelle organisation territoriale de la République (Loi NOTRe) du 7 août 2015, dont le long article 59 lui est totalement consacré.
Les compétences de la métropole sont globalement conservées, mais ne seront, pour la plupart, exercées qu'à compter du 1er janvier 2017, l'année initiale de la métropole étant consacrée à la mise en place de cette nouvelle structure juridique et à l'élaboration de plusieurs documents stratégiques, tels que :
- le plan métropolitain de l'habitat et de l'hébergement ;
- un plan de rationalisation des outils d'aménagement et des syndicats intervenant dans son ressort territorial ;
- le plan climat-air-énergie territorial de la métropole ;
- le schéma directeur des réseaux de distribution d'énergie métropolitains ;
- la reconnaissance d'intérêt métropolitain de certaines opérations d'aménagement.

La MGP détermine, à la majorité des deux tiers des conseillers métropolitains, dans les 6 mois de sa création, un pacte financier et fiscal, dans l’objectif de définir les relations financières des trois entités concernées (MGP, EPT et communes).
La loi NOTRe donne également à la MGP la compétence relative à la « construction, aménagement, entretien et fonctionnement de grands équipements culturels et sportifs de dimension internationale ou nationale », et prévoit que l’« État peut transférer, à la demande de la métropole du Grand Paris, la propriété, l'aménagement, l'entretien et la gestion de grands équipements et infrastructures ».
Elle revient sur l'organisation territoriale de la métropole, qui devait être initialement structurée par des territoires, émanations de la MGP sans personnalité morale dont le régime juridique aurait été proche de celui des arrondissements parisiens, avec des présidents et des conseils de territoires comparables à des maires et des conseils d'arrondissement, et à qui devaient être déléguées par la métropole certaines compétences.
La loi NOTRe remplace ces territoires par des établissements publics territoriaux (EPT), qui sont des établissements publics de coopération intercommunale (EPCI) sans fiscalité propre dotés d'importantes compétences et d'un régime juridique spécifique, ainsi que par le régime des syndicats de communes. « D'un seul tenant et sans enclave, d'au moins 300 000 habitants, ces établissements regroupent l'ensemble des communes membres de la métropole du Grand Paris, à l'exception de la commune de Paris », et remplacent les anciens EPCI créés par les communes de la Petite Couronne, dont ils reprennent également les compétences qui leur avaient été transférées, ainsi que le personnel (sauf les agents affectés aux missions désormais assurées par la MGP).
Comme tout EPCI, les EPT sont dotés d'un conseil délibérant, dénommé conseil de territoire, dont les membres sont désignés en leur sein par les conseils municipaux.
Les ressources des EPT varient selon la période :
- Au cours de la première phase, qui s’étend du 1er janvier 2016 au 31 décembre 2020, les EPT perçoivent la contribution foncière des entreprises (CFE), l'une des composantes de la fiscalité économique des entreprises ;
- À compter du 1er janvier 2021, l’ensemble de la fiscalité économique est perçu par la MGP, modifiant ainsi le financement des EPT, qui seront alors financés entièrement par contribution des communes membres

Des dispositifs de péréquation sont néanmoins prévus, tels que la dotation de soutien à l’investissement territorial (DSIT) versée par la MGP,,.

### Mission de préfiguration
Afin de préparer les conditions juridiques et budgétaires de la création de la métropole ainsi que les conditions d'exercice des compétences antérieurement exercées par les intercommunalités qui préexistaient dans le territoire de la métropole, la loi crée une mission de préfiguration. Elle est notamment chargée :
- de préparer le diagnostic général, social, économique et environnemental du territoire métropolitain, faisant partie du futur projet métropolitain ;
- d'organiser les travaux préparatoires à la définition de l'intérêt métropolitain et à l'élaboration du pacte financier et fiscal qui liera la métropole et ses communes ;
- de conduire les travaux préparatoires à la définition du périmètre des territoires.

La mission de préfiguration, présidée par le préfet d'Île-de-France et par le président du syndicat mixte d'études Paris Métropole, est constituée des maires de l'ensemble des communes concernées, des présidents des conseils généraux des départements d'Île-de-France et du président de la région d'Île-de-France et d'un conseiller régional, des présidents des intercommunalités, du président et du coprésident du syndicat mixte d'études Paris Métropole, de deux députés et de deux sénateurs, ainsi que d'un collège des partenaires socio-économiques réunissant les personnes morales de droit public et privé intéressées à la réalisation du diagnostic général, social, économique et environnemental du territoire métropolitain que doit réaliser la métropole dans le cadre de son projet métropolitain.
De par le décret publié le 19 mai 2014, la mission dite de « préfiguration » est chargée de « préparer les conditions juridiques et budgétaires de la création de l’établissement public de coopération intercommunale à fiscalité propre de la métropole du Grand Paris » au 1er janvier 2016 et de remettre un rapport au gouvernement au plus tard le 31 décembre 2014. Après des tentatives d'obstruction de Patrick Devedjian, Paris métropole finit par voter pour sa participation à la mission de préfiguration, dont la première réunion s'est tenue le 8 juillet 2014.
En septembre, la mission de préfiguration doit proposer une révision de l’article 12 de la loi « MAPTAM » devant être introduite par un amendement du gouvernement au Sénat. Alors que la question reste en débat sur la portée de cette révision, la maire de Paris Anne Hidalgo (PS) s'est dite favorable à une autonomie fiscale des territoires de la future métropole du Grand Paris. Pour tenir compte de ces évolutions, le droit d’option des 46 communes limitrophes de la MGP (soit un million d'habitants) pour intégrer la métropole serait reporté jusque mi-novembre 2014. Dans ses annonces à la suite de la remise des préconisations de Paris Métropole, le premier ministre Manuel Valls accède à la demande de doter les conseils de territoires d'une personnalité juridique et « du produit d’une ressource fiscale dynamique » qui pourrait être la cotisation foncière des entreprises.
La mission est dirigée par le préfet François Lucas, assisté de 3 adjoints : Patrice Becu, Marie-Christine Bernard-Gélabert et Stéphane Le Hô.
La métropole du Grand Paris est créée depuis le 1er janvier 2016 ; la mission de préfiguration aidera à son installation jusqu'au 30 juin 2016.

### Création de la métropole du Grand Paris
La loi habilite le gouvernement à définir par ordonnance des dispositions à caractère législatives destinées à :
1. Préciser et compléter les règles budgétaires, financières, fiscales et comptables applicables à la métropole ;
2. Préciser et compléter les règles relatives au fonctionnement des conseils de territoire et à l'administration des territoires de la métropole ainsi que celles relatives aux concours financiers de l’État applicables ;
3. Préciser le territoire d'intervention de l’État et l'organisation de ses services déconcentrés[31].

#### Création administrative de la métropole
L'article L. 5219-1 du code général des collectivités territoriales, dans sa rédaction issues des lois MAPTAM et NOTRe, prévoit la création de la métropole du Grand Paris au 1er janvier 2016.
Un premier décret, celui du 30 septembre 2015, a déterminé les 131 communes intégrées dans la métropole, ce qui a permis au préfet de région de consulter les collectivités concernées sur le projet de constitution des établissements publics territoriaux (EPT) regroupant les communes pour former 11 territoires de plus de 300 000 habitants, qui intègrent, le 1er janvier 2016, les 130 communes (hors Paris) de la métropole et remplacent les intercommunalités à fiscalité propre existantes. Les décrets no 2015-1655 à 2015-1665 créant ces EPT ont été pris le 11 décembre 2015.
L'ordonnance fixant notamment le régime fiscal de la métropole a été prise le 10 décembre 2015.
Lors de la séance de décembre 2015 du syndicat Paris Métropole, il est constaté que le futur président de la MGP sera un élu de droite compte tenu des résultats des élections municipales de mars 2014,.

### Projet de réforme
Emmanuel Macron, président de la République élu en mai 2017, annonce vouloir réformer la Métropole du Grand Paris en 2018 après une concertation à l'automne 2017
Le 1er janvier 2025, les communes de Pierrefitte-sur-Seine et de Saint-Denis fusionnent sous le statut de la commune nouvelle. Celle-ci conserve le nom de la seconde.

## Objectifs
« La métropole du Grand Paris est constituée en vue de la définition et de la mise en œuvre d'actions métropolitaines afin d'améliorer le cadre de vie de ses habitants, de réduire les inégalités entre les territoires qui la composent, de développer un modèle urbain, social et économique durable, moyens d'une meilleure attractivité et compétitivité au bénéfice de l'ensemble du territoire national. La métropole du Grand Paris élabore un projet métropolitain. Les habitants sont associés à son élaboration selon les formes déterminées par le conseil de la métropole sur proposition du conseil de développement.

Ce projet métropolitain définit les orientations générales de la politique conduite par la métropole du Grand Paris. Il participe à la mise en œuvre du schéma directeur de la région d'Ile-de-France. Il comporte un diagnostic général, social, économique et environnemental du territoire métropolitain, des orientations stratégiques pour le développement de la métropole ainsi que des domaines d'intervention prioritaires. Le projet métropolitain peut être élaboré avec l'appui de l'Agence foncière et technique de la région parisienne, de l'Atelier international du Grand Paris, des agences d'urbanisme et de toute autre structure utile.  »
— Extrait de l'article L. 5219-1 du code général des collectivités territoriales.

## Territoire métropolitain

### Géographie

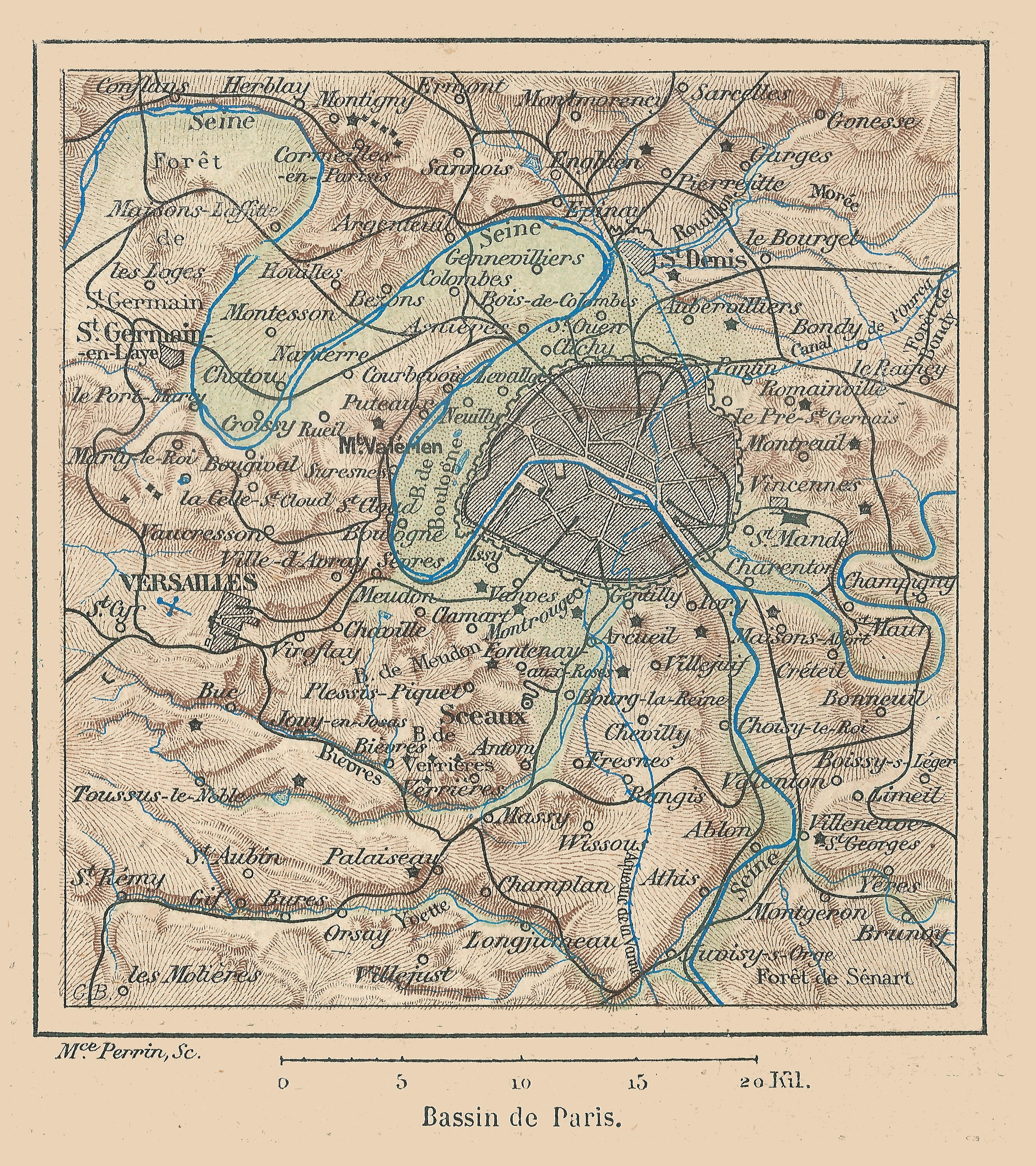
Le Bassin de Paris (stricto sensu) selon une carte de Franz Schrader (1894).

La métropole du Grand Paris se trouve en Ile-de-France. S'étendant sur 814 km2, elle couvre un système urbain constitué de nombreuses villes-centre anciennes qui constituent le noyau urbain de l'agglomération parisienne.

### Limites administratives
La loi MAPTAM avait prévu que les communes de Paris et des trois départements de la petite couronne (Hauts-de-Seine, Seine-Saint-Denis et Val-de-Marne) seraient obligatoirement incluses dans la métropole, et que certaines communes situées en grande couronne pourraient demander à l'être, par délibération de leur conseil municipal voté avant le 30 septembre 2014.
La Loi NOTRe a modifié les critères permettant cette option, et les communes d'Athis-Mons, de Juvisy-sur-Orge, de Morangis, de Paray-Vieille-Poste, de Savigny-sur-Orge (antérieurement membres de la communauté d'agglomération Les Portes de l'Essonne) et de Viry-Châtillon (antérieurement membre de la communauté d'agglomération Les Lacs de l'Essonne) dans l'Essonne, ainsi que celle d'Argenteuil, dans le Val-d'Oise (qui souhaitait quitter la communauté d'agglomération Argenteuil-Bezons), ont intégré sur option la métropole. Ce sont les seules des 46 communes qui pouvaient intégrer volontairement la métropole à l'avoir demandé dans les délais légaux.

### Composition
Le décret du 30 septembre 2015 a déterminé la liste des 131 communes constituant le périmètre de la métropole. Il s'agit de :

### Établissements publics territoriaux du Grand Paris

Les territoires du Grand Paris.
T1 – Ville de Paris (n'est pas un EPT)
T2 – Vallée Sud Grand Paris (VSGP)
T3 – Grand Paris Seine Ouest (GPSO)
T4 – Paris Ouest La Défense (POLD)
T5 – Boucle Nord de Seine (BNS)
T6 – Plaine Commune (PC)
T7 – Paris Terres d'Envol (PTE)
T8 – Est Ensemble (EE)
T9 – Grand Paris - Grand Est (GPGE)
T10 – Paris-Est-Marne et Bois (PEMB)
T11 – Grand Paris Sud Est Avenir (GPSEA)
T12 – Grand-Orly Seine Bièvre (GOSB)

La création de la métropole s'accompagne de la suppression des intercommunalités préexistantes sur son territoire, et la création de nouvelles structures, les établissements publics territoriaux (EPT) qui regroupent l'ensemble des communes de la métropole à l'exception de Paris, et assurent des fonctions de proximité en matière de politique de la ville, d'équipements culturels, socioculturels, socio-éducatifs et sportifs, d'eau et assainissement, de gestion des déchets ménagers et d'action sociale. Les EPT exercent également les compétences que les communes avaient transférées aux intercommunalités supprimées.
La Ville de Paris exerce directement les compétences ailleurs dévolues aux EPT.
Les onze établissements publics territoriaux ont été définis — tardivement — par les décrets no 2015-1655 à 2015-1365 du 11 décembre 2015.
Trois EPT franchissent la barre des 500 000 habitants :
- Grand-Orly Seine Bièvre (GOSB, T12, regroupant Val-de-Bièvre, Seine Amont, Grand Orly, Portes de l'Essonne, et qui rassemble 678 000 habitants et vingt-quatre communes),
- Paris Ouest La Défense (POLD, T4, qui rassemble 568 000 habitants et onze communes),
- Paris-Est-Marne et Bois (PEMB) (T10, scindant l'ancienne ACTEP, qui rassemble 503 000 habitants pour treize communes).

Alors que Grand Paris Seine Ouest (GPSO, T3, qui rassemble 312 000 habitants) et Grand Paris Sud Est Avenir (GPSEA, T11, qui rassemble 306 000 habitants) sont les territoires les moins peuplés. Hors Paris, chaque territoire regroupe en moyenne 430 000 habitants et 11,72 communes (129 sur 11).
Leurs territoires affichent d'importantes disparités de richesse selon les données INSEE/DGF de 2012. Ainsi, le revenu moyen par habitant de GPSO (T3) s'élève à 22 824 euros, contre à peine plus de la moitié, soit 13 268 euros à Grand Paris Est (T9), bien qu'ils possèdent le même taux de logements sociaux par habitant. Toutefois, les écarts entre communes sont plus marqués : au sein de Grand Paris Est, le ratio de logements sociaux par habitant s'élève à un logement social pour 112 habitants à Vaujours, un pour 23 aux Pavillons-sous-Bois et à un pour dix habitants à Clichy-sous-Bois.
Pour le député Daniel Goldberg, qui s'exprime en novembre 2015, l'objet de la MGP serait désormais de « privilégier l'intérêt général sur le repli sur soi par le haut de l'échelle sociale, afin de résorber les inégalités territoriales », bien que le risque d'un développement des pôles économiques territoriaux au sein de la métropole sans que les plus modestes ne puissent en bénéficier reste présent dans la configuration actuelle.

### Démographie
| 1968      | 1975      | 1982      | 1990      | 1999      | 2006      | 2011      | 2016      | 2022      |
| --------- | --------- | --------- | --------- | --------- | --------- | --------- | --------- | --------- |
| 6 627 331 | 6 506 587 | 6 296 648 | 6 355 983 | 6 383 877 | 6 742 223 | 6 932 820 | 7 026 765 | 7 115 576 |

## Organisation

### Siège
La métropole, après avoir eu son siège provisoire basé à la mission de préfiguration au 19, rue Leblanc, a emménagé en octobre 2016 dans le quartier de la gare d'Austerlitz, au 15-17 avenue Pierre-Mendès-France, dans le 13e arrondissement de Paris, dans un immeuble conçu par les architectes Brenac et Gonzalez dans la ZAC Paris Rive Gauche.

### Élus
La métropole du Grand Paris est administrée par un conseil de la métropole, composé pour la mandature 2020-2026 de 208 représentants élus au scrutin universel direct par fléchage, alors que les conseillers territoriaux sont élus en leur sein par les conseils municipaux.
Cette représentation, qui assure la représentation de chacune des 130 communes par au moins un délégué, aboutit à une forte surreprésentation des petites communes.
Les conseillers métropolitains sont répartis de la manière suivante pour la mandature 2020-2026, en tenant compte des populations municipales de 2019 :
- soixante sièges pour la Ville de Paris (2 190 327 habitants) dont[50] :
  - sept sièges pour le 15e arrondissement,
  - six sièges pour le 20e arrondissement
  - cinq sièges pour les 13e, 16e, 17e, 18e et 19e arrondissements,
  - quatre sièges pour les 11e, 12e et 14e arrondissements,
  - trois sièges pour Paris Centre (1er à 4e arrondissements réunis),
  - deux sièges pour le 10e arrondissement,
  - un siège pour les 5e, 6e, 7e, 8e et 9e arrondissements ;
- quatre sièges pour Saint-Denis[Note 1] (148 907 habitants en 2022) ;
- trois sièges pour Boulogne-Billancourt et Argenteuil (de 110 468 à 119 645 habitants) ;
- deux sièges pour Montreuil, Nanterre, Vitry-sur-Seine, Créteil, Aubervilliers, Asnières-sur-Seine, Colombes, Aulnay-sous-Bois, Courbevoie, Rueil-Malmaison, Champigny-sur-Marne et Saint-Maur-des-Fossés (de 74 893 à 108 402 habitants) ;
- un siège (ainsi qu'un suppléant) pour chacune des 114 autres communes, dont la population varie de 1 815 à 70 269 habitants.

Le 9 juillet 2020, le conseil communautaire renouvelé à la suite des élections municipales de 2020 a réélu son président, Patrick Ollier, maire de Rueil-Malmaison, avec le soutien de la gauche et des centristes. Cette élection a été réalisée alors que des primaires organisées en leur sein par Les Républicains, groupe majoritaire, avaient abouti à la présentation du candidat Soyons libres Vincent Jeanbrun, lequel avait initialement le soutien de la présidente du conseil régional d'Île-de-France Valérie Pécresse et souhaitait « dynamiter de l’intérieur une Métropole jugée peu utile » et concurrente de la Région Île-de-France.

### Liste des présidents
| Période      | Période                      | Identité       | Étiquette | Qualité |
| ------------ | ---------------------------- | -------------- | --------- | --- |
| janvier 2016 | En cours (au 9 juillet 2020) | Patrick Ollier | LR        | Maire de Rueil-Malmaison (2004 →) Député des Hauts-de-Seine (7e circ.) (2002 → 2010 et 2012 → 2017) Vice-président de l'EPT Paris Ouest La Défense (2016 →) Réélu pour le mandat 2020-2026 |

### Assemblée des maires
Une assemblée des maires de la métropole, comprenant l'ensemble des maires des communes membres, se réunit sous la présidence du président de la métropole, au moins une fois par an pour débattre du programme d'actions et du rapport d'activité de la métropole.
Ainsi, l'assemblée des maires du Grand Paris regroupe :
| Mandature 2016-2020 Situation en octobre 2016 | Mandature 2020-2026 Situation en juillet 2020 |
| --------------------------------------------- | --------------------------------------------- |
|                                               |                                               |

### Conseil de développement
La métropole est dotée d'un conseil de développement qui réunit des habitants tirés au sort sur base du volontariat et des personnalités qualifiées de différents secteurs (culture, environnement, numérique, etc.). Il est consulté sur les principales orientations de la métropole du Grand Paris.
Le Conseil de Développement (CoDev) de la Métropole du Grand Paris contribue activement à l’élaboration, à la révision, au suivi et à l’évaluation du projet métropolitain. Il interroge l’avenir et assure un rôle d’éclaireur auprès des élus en s’appuyant sur l’expertise citoyenne pour apporter une aide à la décision, sous la forme de préconisations et de propositions. Le CoDev émet obligatoirement un avis sur les documents de planification stratégique : Schéma de Cohérence Territoriale (SCoT), Schéma Directeur Energétique Métropolitain (SDEM) etc. Il peut également s’autosaisir sur tout sujet d’intérêt métropolitain. 
La gouvernance et la parole du Conseil de Développement sont indépendantes. Ses travaux s’inscrivent dans une démarche d’intelligence collective qui valorise la diversité des points de vue, favorise les réflexions nouvelles et encourage le décloisonnement des approches. 
Le CoDev est constitué d’un bureau, d’un président et d’une assemblée composée d’un collège habitants et d’un collège des personnalités qualifiées. Ils interagissent régulièrement avec les élus et les services métropolitains. La composition du CoDev est plurielle, paritaire et apolitique. Aucun membre ne détient de mandat politique en cours. 
En 2021, le CoDev de la Métropole du Grand Paris a rejoint la Coordination Nationale des Conseils de Développement (CNCD), afin de participer aux réflexions sur le rôle des conseils de développement à l’échelon national. 
Le CoDev a pour objectif de mettre en lumière la parole habitante sur l’ensemble des sujets relatifs aux compétences de la Métropole du Grand Paris. Les avis sont les réponses du Conseil de développement aux saisines faites par le président de la Métropole du Grand Paris. Les contributions sont, quant à elles, issues des auto-saisines du Conseil de Développement. Chaque groupe de travail constitué doit produire un avis ou une contribution prenant la forme d’un rapport. Ce rapport est ensuite transmis aux élus concernés, aux services de la Métropole et mis en ligne sur internet. 
Découvrez les différents avis et contributions du Conseil de Développement de la Métropole du Grand Paris : 
Avis et contributions du CoDev – Métropole du Grand Paris 
-Sur les documents d’urbanisme 
-Sur l’environnement 
-Sur la stratégie urbaine métropolitaine

### Conseil métropolitain de sécurité et de prévention de la délinquance
La loi modifie le code de la sécurité intérieure afin de prévoir la création du conseil métropolitain de sécurité et de prévention de la délinquance, qui coordonne les grandes orientations en matière de prévention de la délinquance sur le territoire de la métropole du Grand Paris.
Ce conseil sera consulté pour avis avant l'approbation, par le préfet de police et le préfet d’Île-de-France, du plan de prévention de la délinquance de la métropole.
La zone de Paris et de la petite couronne dispose déjà d'organes communs avant la naissance de la métropole.
Au-delà du conseil métropolitain de sécurité et de prévention de la délinquance, Paris et sa petite couronne dispose, avant la création de la métropole, d'une zone de défense commune. En effet, le périmètre de compétence de la Préfecture de police de Paris (effectif : 46 000) avant la création de la métropole du Grand Paris englobe Paris et la petite couronne. Le préfet de police de Paris a toute autorité opérationnelle et hiérarchique sur les services de police de Paris et des Hauts-de-Seine, de la Seine-Saint-Denis et du Val-de-Marne ; il en gère aussi directement les moyens budgétaires et humains.
C'est également sur le périmètre de Paris et de la petite couronne qu'intervient la Brigade de sapeurs-pompiers de Paris, troisième plus grande unité d'élite au monde concernant les pompiers (effectif : 8 500), organisée en trois groupements d'incendie : Nord-Est de Paris et Seine-Saint-Denis basé à Montmartre, Sud-Est de Paris et Val-de-Marne basé à Masséna, et Ouest de Paris et Hauts-de-Seine basé à Courbevoie - La Défense, et deux groupements d'appui et de soutien, à Clichy et Champerret.

### Compétences
La métropole exerce des compétences qui lui sont déléguées principalement par les communes membres, mais également par l’État, la Région et le Département, dans les conditions fixées par le Code général des collectivités territoriales.

#### Compétences déléguées par les communes

##### Compétences de plein droit
Le code général des collectivités territoriales dans sa rédaction issue de la loi NOTRe, dispose que la métropole du Grand Paris exerce de plein droit, en lieu et place de ses communes membres, les compétences suivantes :
« 
1. À compter du 1er janvier 2017, en matière d'aménagement de l'espace métropolitain :
  1. Élaboration du schéma de cohérence territoriale ; définition, création et réalisation d'opérations d'aménagement d'intérêt métropolitain […] ; actions de restructuration urbaine d'intérêt métropolitain ; actions de valorisation du patrimoine naturel et paysager ; constitution de réserves foncières d'intérêt métropolitain ;
  2. Élaboration d'un schéma métropolitain d'aménagement numérique […]. La métropole du Grand Paris et les personnes publiques ayant établi des schémas directeurs territoriaux d'aménagement numérique mentionnés au même article L. 1425-2 se coordonnent afin d'élaborer une stratégie d'aménagement numérique cohérente de leur territoire commun ;

2. À compter du 1er janvier 2017, en matière de politique locale de l'habitat :
  1. Programme local de l'habitat ou document en tenant lieu ;
  2. Politique du logement ; aides financières au logement social ; actions en faveur du logement social ; actions en faveur du logement des personnes défavorisées ;
  3. Amélioration du parc immobilier bâti d'intérêt métropolitain, réhabilitation et résorption de l'habitat insalubre d'intérêt métropolitain ;
  4. Aménagement, entretien et gestion des aires d'accueil des gens du voyage ;

3. (abrogé) ;
4. En matière de développement et d'aménagement économique, social et culturel :
  1. Création, aménagement et gestion des zones d'activité industrielle, commerciale, tertiaire, artisanale, touristique, portuaire ou aéroportuaire d'intérêt métropolitain ;
  2. Actions de développement économique d'intérêt métropolitain ;
  3. Construction, aménagement, entretien et fonctionnement de grands équipements culturels et sportifs de dimension internationale ou nationale ;
  4. Participation à la préparation des candidatures aux grands événements internationaux culturels, artistiques et sportifs, accueillis sur son territoire.
L'exercice des compétences prévues au présent 4° prend en compte les orientations définies dans les documents stratégiques élaborés par le conseil régional ;

5. En matière de protection et de mise en valeur de l'environnement et de politique du cadre de vie :
  1. Lutte contre la pollution de l'air ;
  2. Lutte contre les nuisances sonores ;
  3. Soutien aux actions de maîtrise de la demande d'énergie ;
  4. Élaboration et adoption du plan climat-air-énergie territorial […] ;
  5. Gestion des milieux aquatiques et prévention des inondations […].  »

— Article L. 5219-1 II du Code général des collectivités territoriales.
Lorsque l'énumération qui précède mentionne qu'une compétence ne s'applique qu'aux projets, aménagements et politiques d'« intérêt métropolitain », il reviendra au conseil de la métropole de les déterminer, à la majorité des deux tiers de ses membres, et dans les deux ans suivant la création de la métropole. À défaut, la métropole exerce l'intégralité des compétences transférées. Les projets que la métropole aura décidé de ne pas reconnaître d’intérêt communautaire seront mis en œuvre par les EPT de la métropole. Avant la décision du conseil métropolitain, les compétences concernées restent exercées par les intercommunalités existantes qui les avaient reçues des communes, ou, dans les autres cas, par chacune des communes concernées.
Il est important de noter que c'est la région Île-de-France qui est chef de file du développement économique, et c'est pourquoi la loi précise que les actions de développement économique de la métropole « prennent en compte » les orientations définies par le conseil régional.
La métropole du grand Paris n'a pas compétence sur les transports en commun, qui restent pilotés par le STIF, si ce n'est le Grand Paris Express, qui relève, lui, de la Société du Grand Paris.

##### Autres compétences
Les communes pourront transférer, à titre facultatif, d'autres compétences, par délibérations concordantes du conseil métropolitain et des conseils municipaux représentant plus de la moitié de la population totale des communes, ou par la moitié au moins des conseils municipaux des communes représentant les deux tiers de la population, et comprenant le conseil de Paris, ville qui représente plus du quart de la population de la métropole.
De plus, la métropole exercera, par ses conseils de territoire, et pendant une certaine durée l'ensemble des compétences qui avaient été déléguées par les communes à leurs intercommunalités, puisque celles-ci seront dissoutes à la création de la métropole. Il reviendra au conseil métropolitain de décider de conserver ces compétences ou de les restituer aux communes concernées.
Enfin, des communes pourront déléguer à la métropole certaines de leurs compétences, par des conventions qui détermineront leur durée et définiront les objectifs à atteindre et les modalités de contrôle des communes sur la métropole pour l'exercice de ces missions.

#### Compétences déléguées par l'État
Afin de favoriser la construction de logements neufs, la réhabilitation des logements anciens et la résorption de l'habitat indigne, la métropole pourra, une fois qu'elle se sera doté d'un programme local de l'habitat, qui portera le nom de « plan métropolitain de l'habitat et de l'hébergement », demander à l'État de lui déléguer par convention, un groupe indivisible de compétences concernant les subventions à la construction, la garantie du Droit au logement opposable, un droit de réquisition de logements vacants, la gestion de hébergement d'urgence (SAMU social).
Ces compétences seront exercées au nom et pour le compte de l'État.

### Régime fiscal et budget
Une ordonnance du 10 décembre 2015 définit les mécanismes de financement de la métropole et des EPT.
« Elle prévoit que la métropole du Grand Paris est un EPCI à fiscalité professionnelle unique qui ne perçoit pas de fiscalité additionnelle sur les ménages et que les communes membres de la métropole sont assimilables à des communes membres d'un EPCI à fiscalité professionnelle unique.
Pendant une période transitoire allant de 2016 à 2020, les EPT et la métropole se partageront la contribution économique territoriale. Les premiers bénéficieront de la cotisation foncière des entreprises (CFE), tandis que la seconde percevra la cotisation sur la valeur ajoutée des entreprises (CVAE). À compter de 2020, le financement des EPT sera celui d'un syndicat intercommunal et ne s'opérera plus que par un fonds de compensation des charges territoriales alimenté par les communes. Pendant la période transitoire, la contribution des communes à ce fonds pourra être ajustée à chaque nouveau transfert de charges ».
Le budget 2016 de la métropole doit être de 3,77 milliards d’euros, mais une grande partie sera redistribuée. Ainsi, les attributions de compensation reversées aux communes représenteront 63 % de ses dépenses de fonctionnement.
Le budget voté en 2016 se monte à 3,421 milliards d’euros, dont 3,36 milliards sont redistribués aux communes membres en tant qu’attributions de compensation. Les dépenses de fonctionnement s’élèvent à 7,1 millions d’euros (4,7 millions pour les dépenses courantes comme les salaires des personnels ou les indemnités des élus, la location de l’hémicycle ou la communication, et 2,4 millions pour les premières études et prestations. Pour 2016 le fonds d’investissement se monte à 55 millions.[réf. nécessaire]

### Solidarité financière entre communes, EPT et métropole
Un fonds d’investissement, doté pour 2016 de 55 millions pour 2016, est créé et comprend deux volets : un soutien aux initiatives, proposées par l'exécutif et les commissions concernant le développement durable et le développement économique et un second relatif au soutien aux investissements des territoires pour créer de la valeur ajoutée contribuant à la création d’emplois.[réf. nécessaire] Les aides de ce fonds sont modulables en fonction des difficultés financières des territoires concernés.

## Projets et réalisations

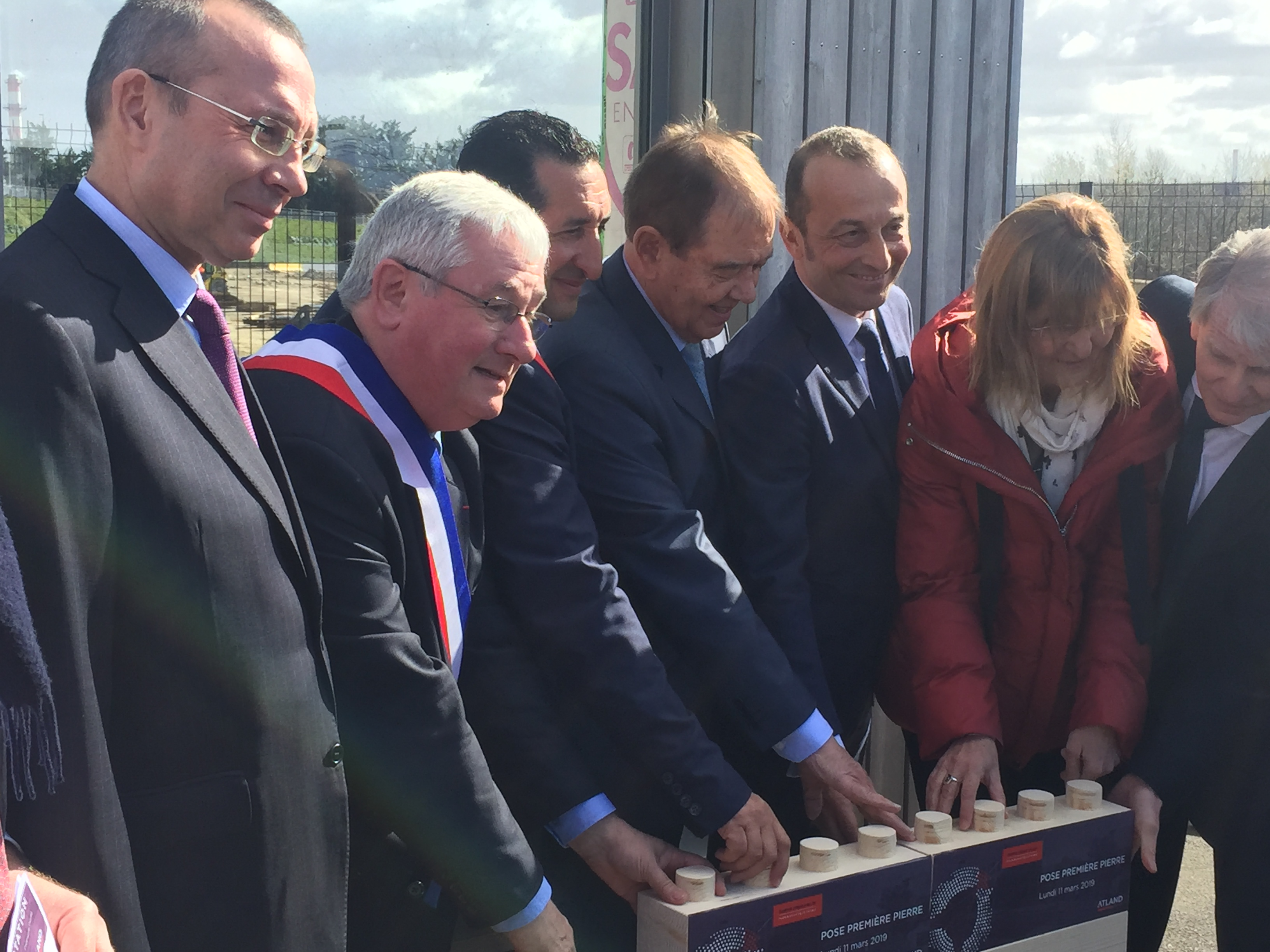
Première pierre du campus d'activité Atland à Pierrefitte en mars 2019.

Le président Patrick Ollier a souhaité donner dès l'été 2016 une visibilité à la MGP avec notamment un programme sur dix ans de réalisation de « franchissements » (ponts, passerelles…), un programme de création de zones artisanales, un projet de « connexion des pistes cyclables » sur tout le territoire métropolitain, et le lancement d'une aide à mille particuliers souhaitant changer de véhicule pour ne plus utiliser un véhicule polluant. Le 23 mai 2016 a été lancé par Patrick Ollier, au Pavillon Baltard de Nogent-sur-Marne, un appel à projets baptisé « Inventons la métropole du Grand Paris » qui vise à valoriser une soixantaine de sites métropolitains. Les lauréats ont été dévoilés à l'automne 2017.
Un des premiers projets se concrétise en 2019 au droit de la gare de Pierrefitte - Stains du T11 où un campus d'activités doit accueillir en 2020 un centre de recherche d’Engie, le Crigen (250 emplois), mais également un centre de formation de Total.
La métropole du Grand Paris est également maître d'ouvrage du Centre Aquatique Olympique construit dans le cadre des Jeux olympiques d'été de 2024. Le CAO, qui accueillera en phase olympique les compétitions de plongeon, de water-polo et de natation artistique, sera construit au cœur de la ZAC Plaine Saulnier.
Pour compléter le projet de RER Vélo porté par la Région Île-de-France, la métropole lance en 2021 le Plan Vélo Métropolitain avec un réseau de 8 lignes sur 200 km. 40 % sont déjà existants, le reste doit être déployé d'ici 2026 en s'appuyant sur les municipalités les plus dynamiques.

## Critiques
En juin 2017 Le Canard enchaîné a critiqué « l'extrême incohérence » du régime juridique de la MGP, l'appelant un « indigeste plat de nouilles politique et administratif » et un « comble de perversité technocratique » qui est marqué par de multiples incohérences, la MGP n'intégrant pas de représentants des départements concernés et n'ayant pas de rapports institutionnels avec Île-de-France Mobilités (ex-STIF), absence de pouvoir et de budget réels tout en rendant d'autres pouvoirs caducs.
On a noté que pendant la campagne présidentielle de 2017, le candidat Emmanuel Macron avait promis la disparition des départements urbains au profit de la MGP et semblait avoir l'intention de mettre en œuvre ce projet à l'automne 2017 en légiférant par ordonnances, mais que cette suggestion pourrait créer un « cauchemar juridique », en raison de l'opposition des présidents des conseils départementaux concernés. Cette réforme ne concernerait pas Paris, puisque la « loi relative au statut de Paris et à l'aménagement métropolitain » du 28 février 2017, supprime déjà le 1er janvier 2019 le département de Paris en créant une collectivité à statut particulier — la « Ville de Paris » — exerçant à la fois les compétences d'une commune et d'un département.
Patrick Devedjian, député (Hauts-de-Seine, LR), propose une autre solution radicale : la suppression de la MGP et le transfert de toutes ses compétences à la région Île-de-France.
Un rapport de la Cour des comptes publié en janvier 2023 relance le débat. Il critique le mille-feuille institutionnel, et constate que la MGP est un « nain budgétaire » incapable en pratique de réaliser ses missions stratégiques. Le rapport présente 3 scénarios d'évolution institutionnelle et montre sa préférence pour le 3e : écarter la dominance des maires dans la gouvernance de la MGP en supprimant les EPT afin que la MGP soit simplement composée de la ville de Paris et des départements de la petite couronne.
Le 10 mars 2025, un article de Mediapart révèle que Matthieu Beigbeder, Directeur de cabinet du Président de la MGP, aurait abusé de ses fonctions pour distribuer des billets gratuits des Jeux Olympiques de Paris 2024 à son entourage, dont son frère, pour une valeur de plus de 15 000 euros. Ces billets faisaient partie d’un quota réservé aux élus et partenaires institutionnels. Contrairement aux autres agents ayant reçu des places moins prisées, Matthieu Beigbeder aurait bénéficié de tickets pour des épreuves prestigieuses, profité de chauffeurs privés, d’une tenue de représentation et d’un badge d’accès illimité aux sites olympiques. Il aurait également écarté des agents d’événements exclusifs, et tenu des propos grossophobes. Un audit de la Cour des comptes est en cours. Une plainte pour extraction frauduleuse de données a été déposée par la Métropole.